# Seremos
«Seremos» es una canción grabada por el cantante mexicano El Bebeto. Escrito y producido por el cantautor Espinoza Paz. Fue lanzado el 6 de noviembre de 2017 y es el primer sencillo de su sexto álbum de estudio Mi persona preferida. «Seremos» fue la segunda canción número uno de El Bebeto en las listas generales mexicanas y la primera como cantante principal.
El video muiscal obtuvo la certificación digital del tema con Doble disco de platino más oro en México y doble disco de platino en Estados Unidos.

## Antecedentes y lanzamiento
El Bebeto había colaborado previamente con Espinoza Paz en la canción de 2012 «Lo legal». «Seremos» es el sencillo principal del sexto álbum de estudio de El Bebeto, que será producido íntegramente por Paz. La canción también fue incluida en el primer álbum en directo de 2020, En vivo desde el Lunario.

## Video musical
El video musical de la canción fue producido por Latín Power Music y fue lanzado el 2 de noviembre de 2017. El video fue filmado en las Dunas Blancas en Cuatro Ciénegas, Coahuila. «Seremos» también se trata del video musical más visto del cantante con poco más 340 millones de visitas en su canal de Youtube.

## Listas

### Semanales
| País           | Lista                                        | Mejor posición |
| -------------- | -------------------------------------------- | -------------- |
| Guatemala      | Monitor Latino - Guatemala Regional Mexicano | 5              |
| México         | México General (Monitor Latino)              | 1              |
| México         | México Popular (Monitor Latino)              | 1              |
| Estados Unidos | US Regional Mexican Songs (Billboard)        | 10             |

## Premios y nominaciones
| Entrega             | Año  | Categoría     | Nominados | Resultado |
| ------------------- | ---- | ------------- | --------- | --------- |
| Premios de la Radio | 2018 | Video del año | «Seremos» | Ganador   |
| Premios Bandamax    | 2018 | Video del año | «Seremos» | Ganador   |
| Premios Lo Nuestro  | 2018 | Video del año | «Seremos» | Nominado  |